# Hermann Blocher
Pour les articles homonymes, voir Blocher.
Hermann Blocher, né le 11 mars 1872 à Münchenstein (originaire de Schattenhalb) et mort le 1er janvier 1942 à Lund (Suède), est une personnalité politique suisse, membre du Parti socialiste. 
Il est membre du Conseil d'État du canton de Bâle-Ville de 1910 à 1918. 

## Biographie
Hermann Emmanuel Blocher naît le 11 mars 1872 à Münchenstein, dans le canton de Bâle-Campagne. Il est originaire de Schattenhalb, dans le canton de Berne (où son grand-père, originaire du sud de l'Allemagne, se fait naturaliser en 1861). 
Son père, Emanuel, est directeur technique d'une usine de filature de coton ; sa mère, née Karoline Engler, est originaire de Hundwil, dans le canton d'Appenzell Rhodes-Extérieures,.
Il a cinq frères et sœurs : l'un de ses frères aînés est le pasteur Eduard Blocher et un autre le juge au Tribunal fédéral Eugen Blocher. Le conseiller fédéral UDC Christoph Blocher est son petit-neveu.
Il épouse Anna Maria Olsson, ressortissante suédoise, en 1902.

### Études et parcours professionnel
Il fait des études d'économie politique aux universités de Bâle, de Berlin, de Leipzig et de Paris, conclues par un doctorat en 1900. Il est déclaré inapte au service militaire. 
Il occupe d'abord le poste de secrétaire au Bureau international du travail à Bâle, puis devient inspecteur cantonal du travail en 1902 jusqu'à son accession au Conseil d'État du canton de Bâle-Ville.
Après sa démission, il est le représentant scientifique de Hoffmann-La Roche en Scandinavie de 1918 à 1933.

### Parcours politique
Membre du Parti socialiste, grand connaisseur de Marx, il est député au Grand Conseil du canton de Bâle-Ville, puis élu conseiller d'État, après avoir été candidat malheureux au Conseil des États en 1905 et à une élection complémentaire au gouvernement en 1907. 
En poste de 1910 au printemps 1918, il est successivement à la tête du département de la police et de celui de l'intérieur. Il est le deuxième socialiste de l'histoire à siéger au gouvernement bâlois. Il démissionne en raison de désaccords avec son parti. 

### Autres activités
Il est l'un des fondateurs en 1917 de la Foire aux échantillons de Bâle (de).
En 1921, le conseiller fédéral Giuseppe Motta le nomme secrétaire de légation à Stockholm,, fonction qu'il exerce jusqu'en mars 1924.
Il est membre du mouvement antialcoolique et éditeur d'une revue dudit mouvement,,.
Il est l'auteur de traductions du suédois en allemand, notamment le roman Viktor Lejon de Fredrik Böök.

### Mort
Il meurt le 1er janvier 1942 à Lund, dans le Sud de la Suède.